# Raoul, Georgia
Raoul, Georgia (енгл. Raoul) насељено је место без административног статуса у америчкој савезној држави Џорџија.

## Демографија
По попису из 2010. године број становника је 2.558, што је 742 (40,9%) становника више него 2000. године.
| Група             | 2000.       | 2010.         |
| Белци             | 894 (49,2%) | 1.621 (63,4%) |
| Афроамериканци    | 834 (45,9%) | 630 (24,6%)   |
| Азијати           | 8 (0,4%)    | 19 (0,7%)     |
| Хиспаноамериканци | 60 (3,3%)   | 262 (10,2%)   |
| Укупно            | 1.816       | 2.558         |